# Republic XP-72
Republic XP-72 – prototypowy amerykański myśliwiec przechwytujący z czasów II wojny światowej. Program budowy myśliwca został anulowany na etapie wybudowania dwóch egzemplarzy prototypowych.

## Historia
Prace projektowe nad nowym myśliwcem przechwytującym oznaczonym wstępnie jako AP-19, którego zadaniem miała być ochrona macierzystego terytorium Stanów Zjednoczonych rozpoczęła się w firmie Republic Aviation latem 1942 roku. W celu maksymalnego przyspieszenia prac sięgnięto po gotowe elementy konstrukcyjne z samolotu Republic P-47 Thunderbolt. Z P-47 zaadaptowano skrzydła wraz z uzbrojeniem oraz tylną część kadłuba wraz z usterzeniem. Nowy samolot napędzany miał być 28-cylindrowym silnikiem w układzie poczwórnej gwiazdy Pratt & Whitney R-4360-13. Był to najmocniejszy silnik tłokowy produkowany podczas wojny. Pod kadłubem umieszczono tunel dolotowy powietrza, doprowadzający powietrze do turbosprężarki umieszczonej za kabiną pilota. Silnik miał napędzać trójłopatowe śmigła przeciwbieżne z dwoma obracającymi się w przeciwnych kierunkach zespołami. 18 czerwca 1943 roku podpisano kontrakt na budowę dwóch egzemplarzy prototypowych o numerach 43-36598 i 43-36599. Pierwszy z prototypów wzniósł się do swojego dziewiczego lotu 2 lutego 1944 roku. Z powodu braku śmigła przeciwbieżnego w samolocie zainstalowano klasyczne, czterołopatowe śmigło pojedyncze. Druga z maszyn, już z docelowym śmigłem wzniosła się po raz pierwszy w powietrze 26 czerwca 1944 roku. Samolot osiągnął prędkość 788 km/h. Osiągnięte przez samolot parametry były na tyle dobre, że United States Army Air Forces zamówiło 100 egzemplarzy. W lipcu tego samego roku podczas jednego z lotów doszło do rozerwania turbosprężarki samolotu. Maszyna została utracona, ale pilot ocalał. Dzień później United States Army Air Forces anulowała cały program i zamówienie. Decyzja sił powietrznych wynikała z faktu, że w owym okresie wojsko nie potrzebowało wyspecjalizowanego samolotu przechwytującego, lecz zdecydowanie bardziej wszechstronną maszynę pola walki. Dominacja aliantów w powietrzu była również na tyle przygniatająca, że nie przewidywano potrzeby obrony własnego terytorium przez maszyny przechwytujące, kiedy doskonale z tego typu zadaniami radziły sobie dostępne wówczas myśliwce. Nadchodziła również era samolotów z napędem odrzutowym i to do nich należała przyszłość lotnictwa myśliwskiego. Zachowany prototyp został zezłomowany tuż po zakończeniu wojny.

## Konstrukcja
XP-72 był wolnonośnym, całkowicie metalowym dolnopłatem. Kabina pilota osłonięta kroplową owiewką. Skrzydła i usterzenie przejęte z samolotu P-47. Podwozie chowane, główne do wnęk w skrzydłach samolotu, kółko ogonowe do wnęki w kadłubie.